# Vodla
Vodla (rusky Водла) je řeka v Karelské republice v Rusku. Je dlouhá 149 km. Povodí řeky je 13 700 km².

## Průběh toku
Řeka odtéká dvěma rameny (Vjama, Suchá Vodla) z Vodlozera. Na řece je mnoho peřejí. Ústí do Oněžského jezera.

## Vodní režim
Průtok je po celý rok rovnoměrný díky regulační funkci Vodlozera. Průměrný roční průtok vody činí přibližně 130 m³/s.

## Využití
Řeka je splavná pro vodáky. Vodní doprava je kvůli peřejím možná jen na dolním toku. Leží na ní město Pudož.